# Катарина
Катарина је женско име које води порекло од грчког имена Аикатерине тј. Екатерини по витацизму. Постоји више могућих корена овог имена:
1. од грчке речи катарза из Аристотелове поезије, што би значило да Катарина значи „чиста, чистоћа емоција“
2. од грчке речи Хекатарине која потиче од Хекатерос и значи „сваки од два“ (each of the two)
3. по грчкој богињи Хекати
4. од грчке речи аикиа што значи „тортура“